# Chiasmodon microcephalus
Chiasmodon microcephalus és una espècie de peix de la família dels quiasmodòntids i de l'ordre dels perciformes.

## Descripció
Fa 11,5 cm de llargària màxima. És un peix marí, pelàgic i oceànic (entre 150 i 2.500 m de fondària), el qual viu als oceans Atlàntic, Índic, Pacífic i Antàrtic entre 32°S i 54°S, incloent-hi Austràlia. És inofensiu per als humans i el seu índex de vulnerabilitat és baix (10 de 100).